# J. Holidays diskografi
Detta är R&B/hip-hop sångaren J. Holidays diskografi.

## Album
- Back of My Lac'
  - Released: October 2, 2007
  - Re-released: February 5, 2008
  - Label: Musicline/Capitol Records
  - Chart Positions: #5 U.S. #1 R&B
  - RIAA Certification: Gold
  - U.S. Sales: 645,887[1]
  - Singles: "Be With Me", "Bed", "Suffocate"

- Round 2
  - utgivning: March 10, 2009[2]
  - Label: Musicline/Capitol Records
  - Chart Positions: TBA
  - RIAA Certification: TBA
  - U.S. Sales: TBA
  - Singles: "It's Yours"

## Singlar

### Solosinglar
| År   | Titel        | Topplistor | Topplistor | Topplistor    | Topplistor | Topplistor | Album           |
| År   | Titel        | Hot 100    | U.S. R&B   | Hot Adult R&b | Pop 100    | UK         | Album           |
| ---- | ------------ | ---------- | ---------- | ------------- | ---------- | ---------- | --------------- |
| 2006 | "Be with Me" | —          | 83         | —             | —          | —          | Back of My Lac' |
| 2007 | "Bed"        | 5          | 1          | 15            | 26         | 32         | Back of My Lac' |
| 2007 | "Suffocate"  | 18         | 2          | 8             | 55         | —          | Back of My Lac' |
| 2009 | "It's Yours" | 104        | 28         | —             | —          | —          | Round 2         |

### Singlar som gästartist
| År   | Låt                                           | U.S. Hot 100 | U.S. R&B | UK Singles | Album                    |
| ---- | --------------------------------------------- | ------------ | -------- | ---------- | ------------------------ |
| 2007 | "I Won't Tell" (Fat Joe featuring J. Holiday) | 37           | 12       | -          | The Elephant in the Room |

### Som gästartist
| Year | Song                                                 | Album              |
| ---- | ---------------------------------------------------- | ------------------ |
| 2007 | "Girlfriend's Fav MC" (Mims featuring J. Holiday)    | Music Is My Savior |
| 2007 | "So Cold" (Dee Boi featuring J. Holiday)             | -                  |
| 2007 | "Goin' Home" (The Outlawz featuring J. Holiday)      | -                  |
| 2008 | "Rain" (Remix) (Dear Jayne featuring J. Holiday)     | Voice Message      |
| 2008 | "Gangsta" (Young Bruh featuring Game & J. Holiday)   | -                  |
| 2008 | "Touch Yo' Body" (Young Lace featuring J. Holiday)   | -                  |
| 2008 | "#1 Fan" (Plies featuring Keyshia Cole & J. Holiday) | Definition of Real |